# Седов (барк)
«Седо́в» (построен в 1921 году в Веймарской республике под именем «Magdalene Vinnen II», с 1936 года — «Kommodore Johnsen») — 4-мачтовый барк, в 1945 году переданный  Германией  в качестве репарации Союзу ССР и переименованный в честь прославленного русского полярного исследователя Георгия Яковлевича Седова. Является самым крупным из сохранившихся до наших дней учебных парусников, занесён в Книгу Гиннесса  в 1993 году.

## История
При спуске на воду на верфи «Германия» в Киле в марте 1921 года получил имя «Магдалена Виннен II» (Magdalene Vinnen II) по имени Магдалины Виннен, жены основателя, владельца судоходной компании, заказчика судна Фридриха Адольфа Виннена (суда компании носили имена членов семьи). В своё время корабль был четвёртым по величине парусником в мире. Первоначально эксплуатировали на южно-американской и австралийской линиях.
В 1936 году был перекуплен компанией «Северо-немецкий Ллойд» и переименован новым хозяином в «Коммодор Йонсен» («Kommodore Johnsen») по имени Николаса Йонсена, легендарного капитан-коммодора компании «Хаппаг-Ллойд», и был переоборудован в учебный парусник.
Во время Второй мировой войны судно находилось в составе вспомогательного флота и использовали для доставки снабжения войскам под буксиром. В соответствии с решением Потсдамской конференции о репарациях Германии странам-победителям, судно передано Союзу ССР в декабре 1945 года и переименовано в «Седов».
Первое плавание с флагом СССР барк совершил в июне 1952 года. В 1956 году прошёл переоборудование. До 1966 года принадлежал Военно-морскому флоту СССР, после — Министерству рыбного хозяйства. Министерство рыбного хозяйства под управлением министра Ишкова планировало утилизировать барк Седов в 1975 году, однако, благодаря Аде Салтыковой (Лазо), Роману Лазаревичу Кармену, Тимуру Гайдару барк Седов был отремонтирован и продолжил службу. С 1975 по 1981 год вместе с капитальным ремонтом прошёл модернизацию. Как вспоминал капитан парусника В. Т. Роев: «От старого судна остались только воспоминания, корпус, рангоут да водонепроницаемые переборки». С 1981 по 1991 год портом приписки была Рига, Латвийское производственное объединение рыбной промышленности («Латрыбпром»). «Седов» служил учебным судном Балтийскому отряду учебных судов ВРПО Запрыба МРХ СССР. 
В июне-июле 1984 года швартовался у Красной пристани в порту Архангельск, участвовал в праздновании 400-летия города.
Ещё до распада СССР летом-осенью 1991 года переведён в советский порт, так же, как и второй по величине парусник «Крузенштерн». «Седов» был приписан к Мурманскому высшему инженерно-морскому училищу, «Крузенштерн» — к Балтийской государственной академии рыбопромыслового флота (Калининград).
В 1991 году в парусной регате занял первое место. В 1995 году в ней же снова занял первое место.
В 2000 году в связи с долгами российского правительства швейцарская компания Noga добилась ареста «Седова», пришедшего на международное шоу во французский Брест. Однако адвокат Мишель Куимбер, представлявший интересы Мурманского технического университета, на чьём балансе и был «Седов», доказал суду, что правительственной собственностью корабль назвать нельзя.
В 2010 году барк посетил Голландию, Исландию и другие европейские государства.
В 2011 году «Седов» отметил своё 90-летие. В 2012 году «Седов» отправился в своё первое кругосветное плавание продолжительностью более 13 месяцев. 20 июля 2013 года кругосветное плавание завершилось там же, где и началось более года назад, на набережной Лейтенанта Шмидта.
В 2015 году парусник совершил экспедицию, посвящённую 70-летию Победы советского народа в Великой Отечественной войне, посещая разные порты Европы.
В 2016 году заходил в терминал Экономия порта Архангельск.
В апреле 2017 года барк «Седов» был передан от Мурманского государственного технического университета Калининградскому государственному техническому университету.

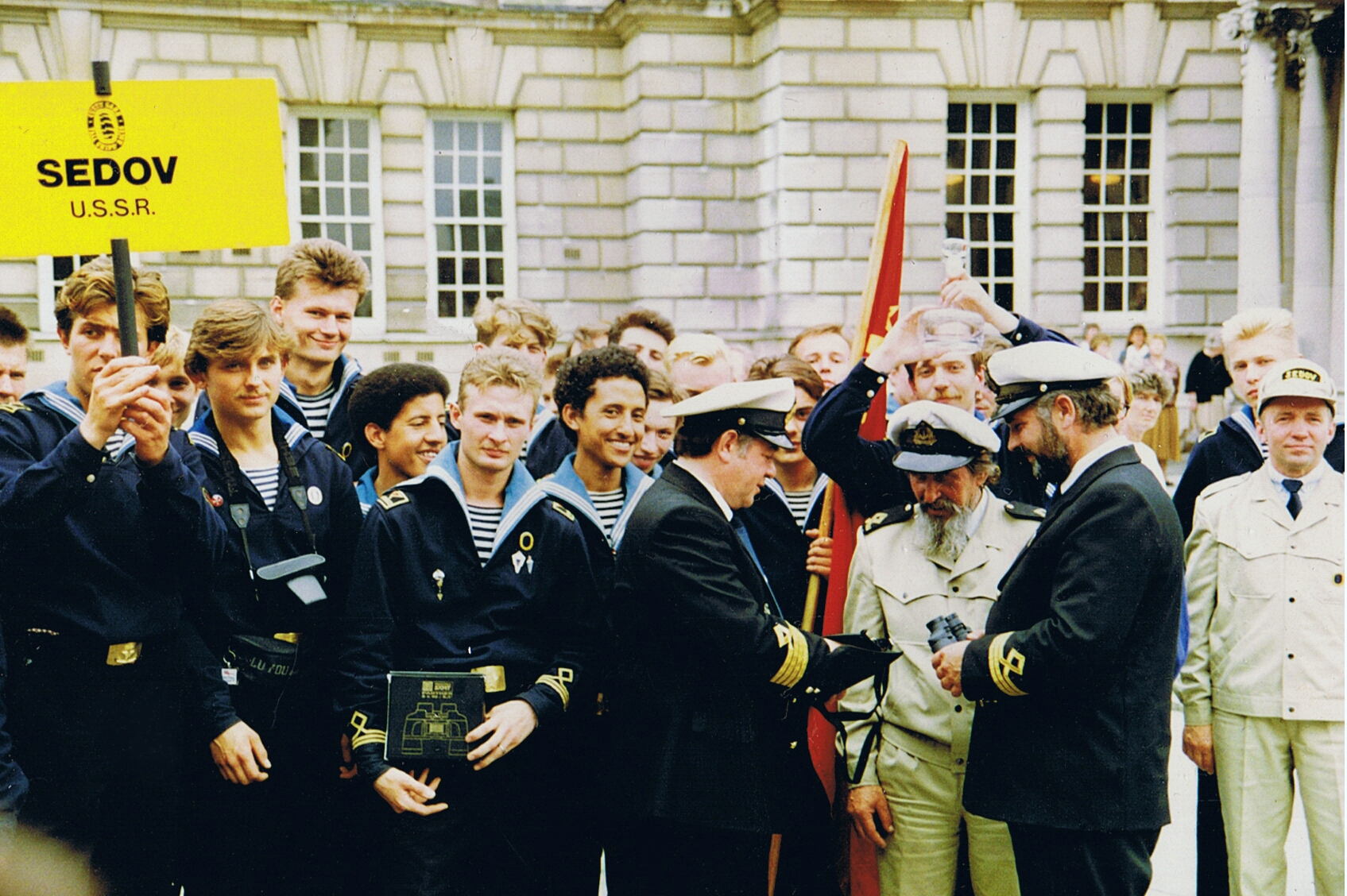
Барк «Седов» — абсолютный чемпион. Вручение призов. Великобритания, город Белфаст 1991 год

В 2019—2020 участвовал в Антарктической экспедиции.
В августе—сентябре 2020 года прошёл по Северному морскому пути.

## Конструкция
Корпус судна — стальной клёпаный с полубаком и удлинённым ютом. Две непрерывные палубы — главная и нижняя. Наружный киль — брусковый сечением 75×250 мм. Рангоут — стальной клёпаный. Мачты со стеньгами и брам-стеньгами с бом-брам-стеньгами сделаны 1-древками. Диаметр фок-мачты составляет у пяртнерса — 750, а у эзельгофта — 460 мм.
В настоящее время принадлежит калининградскому государственному техническому университету. Несмотря на почтенный возраст, по-прежнему участвует в парусных регатах (ростокской и других).

## Седов на монетах и марках

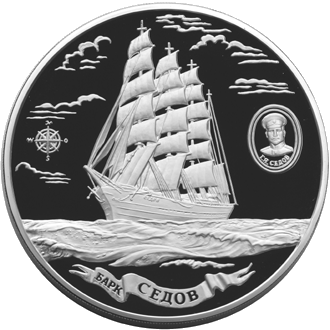
Памятная монета 100 рублей
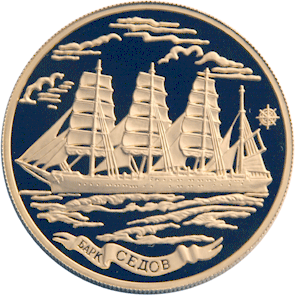
Памятная монета 1000 рублей
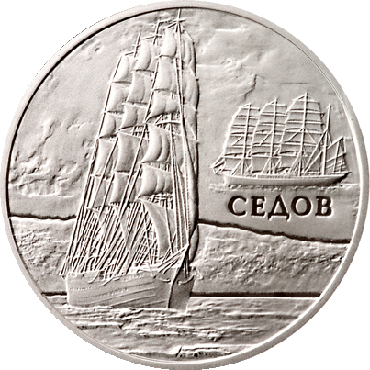
Памятная монета 1 рубль республики Беларусь 2008 года
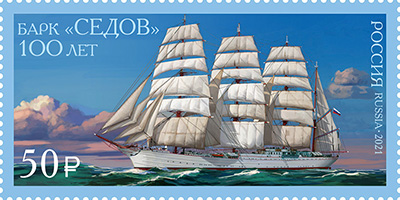
Марка Почты России, 2021 год

## Капитаны
- П. С. Митрофанов 1948—58, 1969—74
- В. Нечаев 1960—1966
- В. Т. Роев 1974—1981
- А. Б. Перевозчиков 1981—1996
- В. И. Алексеев
- Дайнис Оскарович Цауне 1987—1988
- Виктор Михайлович Мишенев 1987—2006
- Дмитрий Борисович Поляков 2000
- Максим Николаевич Родионов 2006—2014
- Николай Кузьмич Зорченко 2011—2014
- Евгений Николаевич Ромашкин 2018—2020
- Виктор Юрьевич Николин 2014 — по настоящее время

## В кино
- Неоднократно появляется в пиратских сценах фильма «Das Herz des Piraten» (ГДР, 1988, реж. Юрген Брауэр)
- Появляется в финале фильма «Чёрная роза — эмблема печали, красная роза — эмблема любви» (1989)
- «Гибель „Памира“» (нем. Der Untergang der Pamir, 2005)[10]